# Cut Knife (circonscription saskatchewanaise)
Pour les articles homonymes, voir Cut Knife.
Circonscription électorale provinciale du Canada
Cut Knife (ensuite Cut Knife-Lloydminster) est une circonscription électorale provinciale de la Saskatchewan au Canada. Elle est représentée à l'Assemblée législative de la Saskatchewan de 1917 à 1995.

## Liste des députés
| Parlement                                                        | Années    | Député            | Député                 | Parti                     |
| Cut Knife                                                        | Cut Knife | Cut Knife         | Cut Knife              | Cut Knife                 |
| ---------------------------------------------------------------- | --------- | ----------------- | ---------------------- | ------------------------- |
| 4e                                                               | 1917–1921 |                   | William Hamilton Dodds | Libéral                   |
| 5e                                                               | 1921–1925 |                   | William Hamilton Dodds | Libéral                   |
| 6e                                                               | 1925–1929 |                   | William Hamilton Dodds | Libéral                   |
| 7e                                                               | 1929–1934 |                   | George John McLean     | Indépendant, conservateur |
| 8e                                                               | 1934–1938 |                   | Andrew James Macauley  | Fermier-travailliste      |
| 9e                                                               | 1938–1944 |                   | William Roseland       | Créditiste                |
| 10e                                                              | 1944–1948 |                   | Isidore Charles Nollet | CCF                       |
| 11e                                                              | 1948–1952 |                   | Isidore Charles Nollet | CCF                       |
| 12e                                                              | 1952–1956 |                   | Isidore Charles Nollet | CCF                       |
| 13e                                                              | 1956–1960 |                   | Isidore Charles Nollet | CCF                       |
| 14e                                                              | 1960–1964 |                   | Isidore Charles Nollet | CCF                       |
| Cut Knife-Lloydminster Inclusion de Lloydminster                 |           |                   |                        |                           |
| 15e                                                              | 1964–1967 |                   | Isidore Charles Nollet | CCF                       |
| 16e                                                              | 1967–1971 |                   | Miro Kwasnica          | Néo-démocrate             |
| 17e                                                              | 1971–1975 |                   | Miro Kwasnica          | Néo-démocrate             |
| 18e                                                              | 1975–1978 |                   | Miro Kwasnica          | Néo-démocrate             |
| 19e                                                              | 1978–1982 | Robert Gavin Long |                        | Néo-démocrate             |
| 20e                                                              | 1982–1986 |                   | Michael Hopfner        | Progressiste-conservateur |
| 21e                                                              | 1986–1991 |                   | Michael Hopfner        | Progressiste-conservateur |
| 22e                                                              | 1991–1995 |                   | Violet Stanger         | Néo-démocrate             |
| Circonscription abolie dans Lloydminster et Cut Knife-Turtleford |           |                   |                        |                           |

## Résultats électoraux
Cut Knife-Lloydminster (1964 – 1995)

Cut Knife (1917-1964)